# João Augusto Crispiniano Soares
João Augusto Crispiniano Soares GOA • ComSE foi um encarregado do Governo colonial português.

## Biografia
Coronel.
A 28 de Junho de 1919 foi feito Comendador da Ordem Militar de Sant'Iago da Espada.
Exerceu o cargo de Governador-Geral da Colónia de Angola em 1924, tendo sido antecedido por Miguel de Almeida Santos e sucedido por Antero Tavares de Carvalho.
A 5 de Março de 1928 foi feito Grande-Oficial da Ordem Militar de Avis.